# Абдуррахман-и Тали
Абдуррахман-и Тали (узб. Abdurraxmon-i Toli) (1680 — 1740) — астролог, поэт и историк эпохи Бухарского ханства.

## Биография
Бухарский астролог Абдуррахман Даулат, по литературному псевдониму Толе (Тали, т. е. «Восходящее светило», «Счастливая звезда», «Счастье») был близок к Абдулле кушбеги, сановнику Абулфейз-хана. Он родился в 1680 году в Бухаре.
Начальное образование он получил в Бухаре.
Абдуррахман-и Тали служил при дворе узбекских правителей династии Аштарханидов:  Убайдулла-хане II и Абулфейз-хане.
Его главное сочинение «История Абулфейз-хана» является продолжением труда бухарского историка Мухаммед Амин-и Бухари «Убайдулланаме».  В сочинении приводятся данные о политической истории Бухарского ханства первой половины XVIIIв. Сочинение даёт картину первых четырнадцати лет правления преемника и брата Убайдулла-хана, Абулфейза (1711 – 1747), и является дополнением к труду «Ханский подарок» («Тухфа-йи хани») Мир Вафа-йи Керминеги, посвящённому концу династии Аштарханидов и первым Мангытам.

## Смерть
Абдуррахман-и Тали умер после 1740 года.